# 三遊亭楽昇
三遊亭 楽昇（さんゆうてい らくしょう、1969年9月4日 - ）は元落語家。

## 来歴
青山学院大学法学部卒業後、1997年7月に春風亭柳昇に入門する。1999年9月、浅草演芸ホールで初高座を踏む（前座名：柳如）。
2003年9月に二ツ目に昇進し、2005年7月に円楽一門会の所属となり、三遊亭楽太郎（後の六代目三遊亭円楽）一門に移籍、三遊亭楽昇に改名する。
2008年に廃業した。